# 43 Pułk Artylerii Lekkiej
43 pułk artylerii lekkiej – pułk artylerii polskiej ludowego Wojska Polskiego.
Sformowany we wsi Różanka na podstawie rozkazu Naczelnego Dowództwa Wojska Polskiego nr 8 z 20 sierpnia 1944.
Przysięgę żołnierze pułku złożyli w grudniu 1944 w Różankach.

## Działania bojowe
Pułk wchodził w skład 6 Brygady Artylerii Lekkiej.
Walczył pod Łobzem, Rodowem Wielkim, oraz nad Bałtykiem na odcinku wybrzeża od Trzebiatowa do Karnic. Szczególnie wyróżnił się przy likwidacji przyczółka pod Dąbiem Szczecińskim, w walkach pod Wehrkirch, Niska i Särichen.
Uczestniczył także w operacji praskiej.
|  |  |  |  |  |

Szlak bojowy zakończył pod Bad Schandau.

## Dowódcy pułku
- mjr Ilia Sadowski

## Skład etatowy
- Dowództwo i sztab
- 3 x dywizjon artylerii
  - 2 x bateria artylerii armat
  - 1 x bateria artylerii haubic
- bateria parkowa

żołnierzy – 1093 (oficerów – 150, podoficerów – 299, kanonierów – 644)
sprzęt:
- 76 mm armaty – 24
- 122 mm haubice – 12
- rusznice przeciwpancerne – 12
- samochody – 108
- ciągniki – 24

|  |  |